# لهجة نجرانية
اللهجة النجرانية هي لهجة خاصة بسكان منطقة نجران، جنوب المملكة العربية السعودية، ويتكلم بها غالبا قبائل يام وهمدان.
يوجد في اللهجة النجرانية قاعدة خاصة بها، ولا نجدها في باقي اللهجات العربية، وهي زيادة كلمة (هنت).
وكلمة هنت تدخل على الفعل الماضي وتستخدم للمخاطب المفرد المذكر، وعندما تستخدم للسؤال تحذف كلمة (هل) إذا وجدت.
فمثلا إذا أردنا ان نسال شخص (هل شربت الماء)؟
نقول (شربهنت الماء) ؟ نلاحظ حذف كلمة هل + ان الجملة مخاطب للمذكر المفرد وتتكلم عن الماضي (هل شربت؟ سوال عن فعل مضى)
فلا يصلح القول للمونث أو الجمع، أو المستقبل.. الخ
فلا يقال شربهنتي، ولا يقال شربهنتو، ويلا يصح القول هل سوف شربهنت (لانه سيكون مستقبل) والقاعدة للماضي فقط.
وأيضا تتم بهذه اللهجة مخاطبة المؤنث بالشين، فمثلا يقال (عندش، لش، بش) وهذا خاص بمخاطبة المؤنث فقط.
ا يقال: هذي هديتش يا مريم.
```
مفردات من اللهجة النجرانية:
```

يغبش = يسرح في الصباح الباكر
البايجة = النافذة
كع = فعل امر يفيد الاستمرارية (كع صل == كن دائما مصلي)
بسباس = الفلفل
برتكان = برتقال
البرزة = الاجتماع السري، يبرز به == يقول له سر
هيلمه = تهويل الموضوع
الصابر = الخد من الوجه
المرمة = الشفة
يزرم = يفشل، (زرمته أي فشلته)
الخوصه = سعفة النخل
التفخاط = عمليه تلقيح النخل
يشبح = ينظر
الخبش = المجنون
ينذح = يرمي بالشيئ
ينكع = يقفز
وينش غاديه~ وين رايحين
حنش، هايش = تعني الثعبان
مصة = الخفاش
حممة = النملة
الزامل = نشيد يقومه به مجموعة من الرجال في لحن معين ويكون في منسابات خاصة.
السعب = اسم للرقصة الشعبية في منطقة نجران
الرقش = اسم اكلة عبارة عن رقائق من خبز قمح البر ترق وتخبز ثم توضع الرقائق بعد خبزها بعضها فوق بعض في إناء يسمى (المدهن)
الوفد = اكلة كالرقش تخبز ولكن لا ترق بل توضع طبقة فوق طبقة حتى تتكون خبزة كبيرة ومن ثم تفت وتكور
المرضوفة = اكلة شبيهة بالوفد ولكن تكويرها من الوسط ويوضع داخلها زبدة البقر أو الغنم ومن ثم توضع في الزبدة حجر حار بعد أن يغمس في الطحين البر
المدهن، القدح = اوعية لتقيدم الاكل
المطرح = وعاء لتقديم الخبز. 